# Thelosia
Thelosia é um gênero de mariposa pertencente à família Bombycidae.